# Enicospilus krombeini
Enicospilus krombeini là một loài tò vò trong họ Ichneumonidae.